# Antonówka (hromada Beresteczko)
Antonówka (ukr. Антонівка) – wieś na Ukrainie w rejonie łuckim obwodu wołyńskiego.
Do 2020 w rejonie horochowskim. 

## Historia
Pod koniec XIX w. wieś w powiecie dubieńskim. Antonówka występuje pod drugą nazwą Suczków.